# Osso zigomático

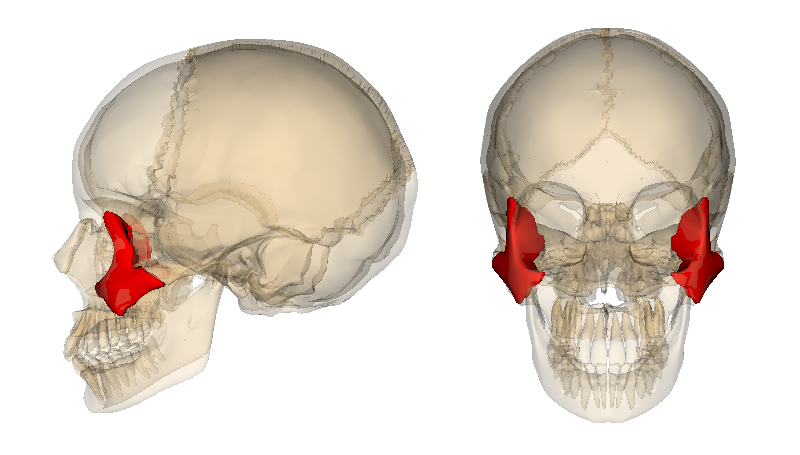
Está articulado com o osso maxila, o osso temporal, o esfenóide e o osso frontal.

Osso zigomático é um osso par do crânio humano que forma parte da órbita ocular e é também conhecido como o "osso da bochecha" ou "osso malar". O osso zigomático é homólogo ao osso jugal em outros tetrápodes.

## Características
É achatado, de forma quadrangular, apresentando duas faces, quatro bordos e quatro ângulos. Está situado acima e lateralmente na face: forma a proeminência da bochecha, parte da parede lateral e assoalho da órbita, e partes das fossas temporal e infratemporal. Apresenta o forame zigomaticofacial na sua face externa. Na face interna apresenta o orificio zigomático-temporal do canal têmporo-malar. A apófise orbital (Processus orbitalis) situa-se no bordo antero-superior. O bordo póstero-superior apresenta o tubérculo marginal. O bordo póstero-inferior dá inserção ao músculo masseter.

## Etimologia
O termo zigoma vem do grego ζυγόμα e significa "jugo" (a parte de um carro de boi que mantêm dois bois juntos). Pelo mesmo motivo, em alguns animais ele é chamado de osso jugal.

## Articulação
Se articula com os ossos (cada zigomático respectivamente):
- Maxilar
- Temporal
- Esfenoide
- Frontal

## Imagens
- Osso zigomático esquerdo. Superfície de Malar.
- Osso zigomático esquerdo. Superfície temporal.
- Visão lateral do crânio.
- Fossa infratemporal esquerda.
- O crânio da frente.
- Seção horizontal das cavidades nasais e orbitárias.
- Óculos orbicular esquerdo, visto por trás.
- Ossos zigomáticos.